# Launceston Castle
Launceston Castle är ett slott i Storbritannien.   Det ligger i grevskapet Cornwall och riksdelen England, i den södra delen av landet, 300 km väster om huvudstaden London. Launceston Castle ligger 121 meter över havet.
Terrängen runt Launceston Castle är platt. Runt Launceston Castle är det ganska tätbefolkat, med 83 invånare per kvadratkilometer. Närmaste större samhälle är Launceston, 0,16 km öster om Launceston Castle. Trakten runt Launceston Castle består i huvudsak av gräsmarker.